# چارچوب جاوااسکریپت پروتوتایپ
پروتوتایپ یک چهارچوب نرم‌افزاری جاوااسکریپت که امکاناتی برای کار با چارچوب ای‌جکس و ابزارهای دیگر فراهم می‌کند و توابع گوناگونی را برای گسترش نرم‌افزارهای کاربردی جاوااسکریپت ارائه می‌هد. روبی آن ریلز از چارچوب‌هایی است که از پروتوتایپ استفاده می‌کند.